# Stenotarsus minutus
Stenotarsus minutus es una especie de coleóptero de la familia Endomychidae.

## Distribución geográfica
Habita en Brasil.